# Frauenkirche (Beilngries)

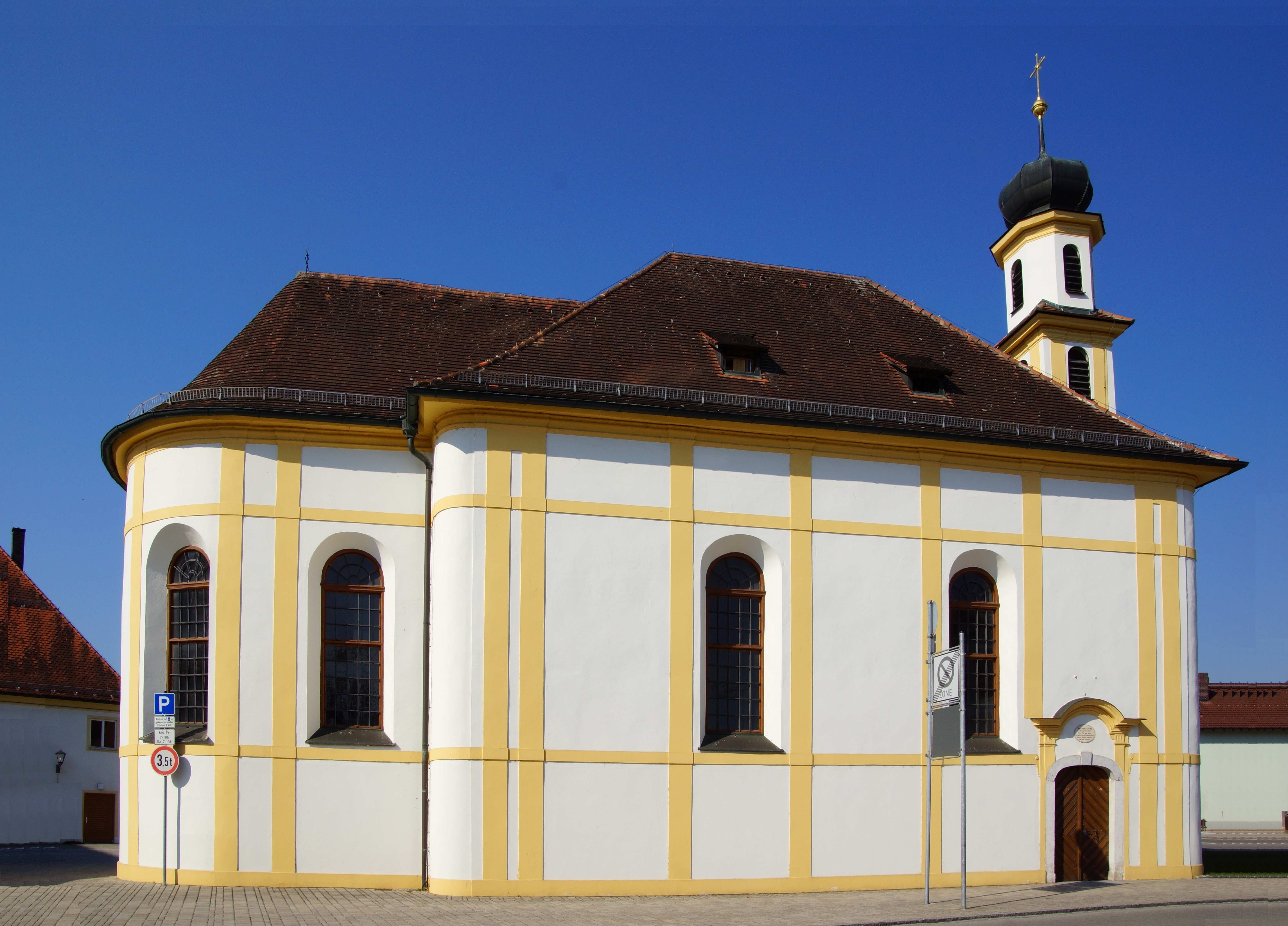
Frauenkirche in Beilngries

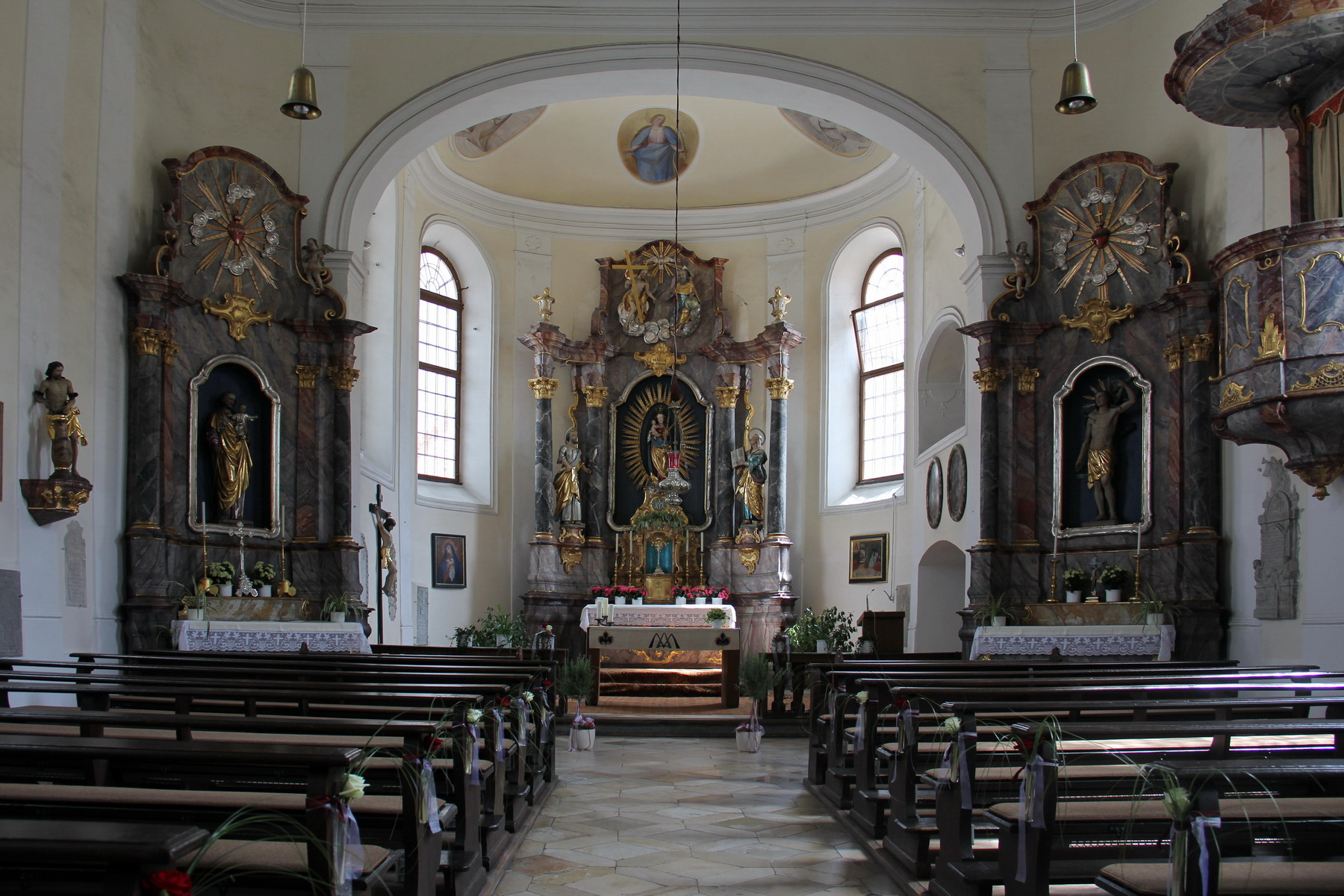
Innenansicht

Die katholische Frauenkirche in Beilngries, einer Stadt im oberbayerischen Landkreis Eichstätt, wurde 1753/54 errichtet. Der Rokokobau an der Hauptstraße 53 ist ein geschütztes Baudenkmal.

## Beschreibung
Die Saalkirche mit Walmdach wurde nach Plänen des fürstbischöflichen Hofbaudirektors Maurizio Pedetti auf der Grundlage eines Vorgängerbaus von Jakob Engel aus dem Jahr 1678 neu erbaut. Der zweigeschossige Dachreiter an der Nordseite auf einem schmalen Risalit wird von einer Zwiebelhaube mit Dachknauf und Kreuz gedeckt. Die Sakristei stammt noch vom Vorgängerbau. Die Fassade wird durch Bänder und Lisenen gegliedert. Der Chor besitzt einen Halbrundschluss.

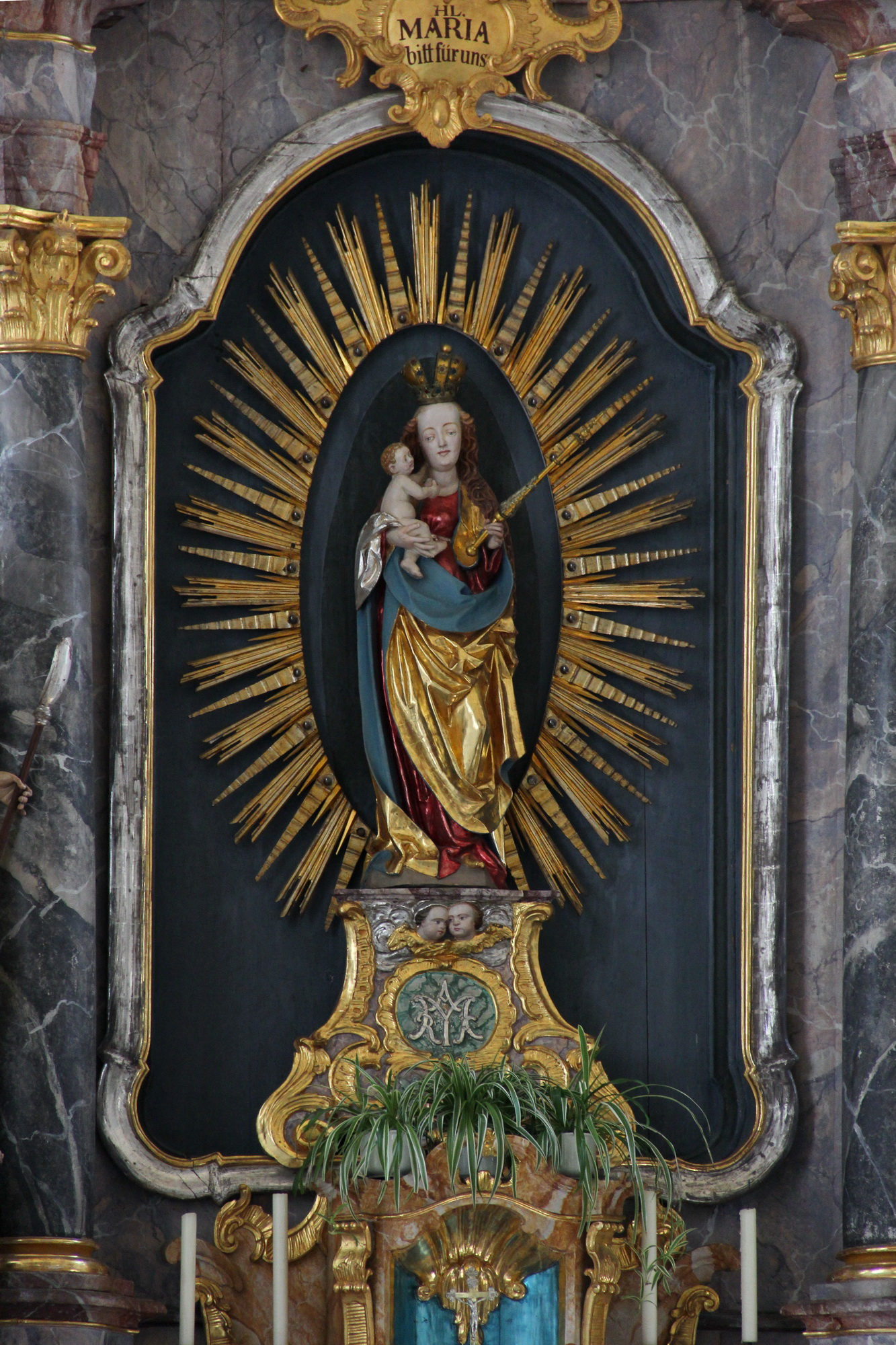
Gnadenbild der Muttergottes auf dem Hochaltar

## Ausstattung
Den Hochaltar (um 1755) ziert eine spätgotische Marienfigur. Die Figuren der Seitenaltäre entstanden um 1877. Die Kanzel stammt aus der Erbauungszeit der Kirche. Das Deckengemälde stellt die Himmelfahrt Mariens dar.